# Ostedes bidentata
Ostedes bidentata là một loài bọ cánh cứng trong họ Cerambycidae.